# Костянтин Склір
Костянтин Склір (*Κωνσταντίνος Σκληρός, бл. 935—989/991) — державний та військовий діяч Візантійської імперії.

## Життєпис
Походив із впливового аристократичного роду Склірів. Син Пантерія Скліра та Георгії, небоги імператора Василя I (з Македонської династії). Народився 920 року. Здобув класичну для тогочасних аристократів освіту. Наприкінці 950-х років одружився з представницею могутнього роду Фок.
У 968 році разом з братом Бардою підтримав Іоанна Цимісхія, що був одружений з сестрою Костянтина — Марією (померла перед тим). Після сходження на трон Цимісхія Костянтин Склір отримує титул вестарха. У 970 році брав участь у боях під орудою Барди Скліра проти Київського князя Святослава I. Згодом отримав титул патрикія.
У 971 році призначається суддею Фракії та Македонії. У 976 році підтримав повстання свого брата Барди Скліра. Брав участь у боях проти військовика Барди Фоки. Разом з братом утік до Хамданідів. Лише у 989 році разом з Бардою Скліром отримав прощення від імператора Василя II й повернувся до Константинополя. Згодом не брав участі в політичних справах. Помер до 991 року.

## Родина
Дружина — Софія, донька Льва Фоки Молодшого, куропалата.
Діти:
- Феофано (960—991), дружина Оттона II, імператора Священної Римської імперії